# لورينزو كالونغا
لورينزو كالونغا (بالإسبانية: Lorenzo Calonga)‏ كان لاعب كرة قدم باراغواياني كان يلعب في مركز الوسط. سبق له أن لعب في كأس العالم لكرة القدم مع منتخب بلاده.

## المسيرة الاحترافية

### أندية لعب لها
- سيرو بورتينيو
- أوليمبيا أسونسيون
- نادي غواراني (نادي كرة قدم)
- ديبورتيفو بيريرا
- إنديبندينتي ميديلين
- كلوب ليون

## روابط خارجية
- لورينزو كالونغا على موقع الاتحاد الدولي (مؤرشف)  (الإنجليزية)
- لورينزو كالونغا على موقع Soccerway.com (الإنجليزية)
- لورينزو كالونغا على موقع عالم كرة القدم.نت (الإنجليزية)